# Эвтина
Эвтина — в Древней Греции обязательный отчёт должностного лица, подаваемый им по завершении срока службы.
Логисты рассматривали отчёты и обязаны были в течение 30 дней после окончания службы должностных лиц сделать публикацию о том, что всякий, кто имеет жалобу на этих лиц, должен представить её эвтинам. Если счетa оказывались верными, а жалоб не поступало, логисты утверждали отчет. В противном случае учреждался суд, в котором логисты председательствовали, а государственные синегоры являлись обвинителями со стороны государства; наконец, всё дело предоставлялось окончательному решению суда гелиастов.